# Пирс-сквер
Пирс-сквер (англ. Pearse Square, ирл. Cearnóg an Phiarsaigh) — сквер в георгианском стиле на южной стороне улицы Пирс-стрит в Дублине. Открыт в 1839 году.

## История
Парк занимает территорию, окружённую сорока восемью домами, построенными в 1838—1855 годах. Он был разбит в 1839 году под названием Квинс-сквер в честь королевы Виктории. До конца 1880-х годов находился в частной собственности, после чего его приобрела Дублинская корпорация за 200 фунтов стерлингов. В парке установили эстраду. 23 апреля 1889 года его открыли для публики как викторианский увеселительный сад. В 1926 году он был переименован в Пирс-сквер в честь ирландского политического активиста Патрика Пирса. В 1940-х годах парк был реконструирован и оборудован детской и спортивной площадками.
В конце XIX — начале XX века парк пользовался популярностью у актеров из-за близости к Квинс-Роял-театру на Пирс-стрит и Роял-театру на Хокинс-стрит. На территории сквера проходила фестивальная ярмарка Дублин-Саут-Докс.
В 1991 году Отдел парков городского совета Дублина подал заявку на финансирование Европейского Союза (ЕС) на реконструкцию сквера. Хотя в финансировании было отказано, город сам оплатил реконструкцию парка на сумму в 100 000 фунтов стерлингов в 1996 году, используя проект, основанный на формальном макете карты местности 1838 года. Площадь была вновь открыта для публики 2 июля 1998 года лорд-мэром Дублина Джоном Стаффордом.

## Описание
Площадь сквера составляет около 0,5 га. Строения вокруг парка двухэтажные с цоколем. Затонувшая крестообразная тропа покрыта уиклоуским гранитом. Пирс-стрит и Пирс-сквер построены на земле, отвоеванной у реки Лиффи, из-за чего здесь часто случаются наводнения. В парке стоит 3,5-метровая бронзовая скульптура работы Сандры Белл под названием «Гармония», созданная на основе рассказов жителей Пирс-сквер.